# ۱۷۱۶ (میلادی)
۱۷۱۶ (میلادی) هزار و هفتصد  و شانزدهمین سال تقویم میلادی است.

## زادگان
- ۳ اکتبر – جیووانی باتیستا بکاریا، فیزیک‌دان ایتالیایی (د. ۱۷۸۱)
- ۱۲ ژانویه – آنتونیو د اولوآ، ستاره‌شناس و کاشف اسپانیایی (د. ۱۷۹۵)